# Джаясурия, Джагат
Джагат Джаясурия — военный деятель Шри-Ланки. С 2009 года командующий сухопутными силами страны, генерал-лейтенант. До назначения на этот пост он командовал силами безопасности в районе Ванни во время Четвёртой Иламской войны с общим командованием наступлением армии Шри-Ланки в районе Ванни в 2008—2009 годах, которое окончилось победой ланкийской армии над силами ТОТИ в гражданской войне на Шри-Ланке.

## Учёба и семья
Образование получал в престижном Королевском колледже. Джагат был капитаном команды колледжа по боксу в 1977 году, выиграв чемпионат по боксу, был старшим префектом. Он выпускник индийского военного колледжа штабной работы, Военного института менеджмента ресурсов (Калифорния), Квалификационной школы ВМС США и Национального института обороны. В 1990 году получил степень магистра военных наук в Мадрасском университете. Также проходил обучение в Бронетанковом училище в Пакистане и Центре и училище бронетанкового корпуса Индии.
Он младший из шести братьев, один из которых был офицером ВМС Шри-Ланки. Женат на Манжулике Аруна, имеет двух детей: Санджая и Дешане.

## Военная карьера
Попав в армию после окончания школы в 1978 году в качестве курсант-офицера, он был лучшим на курсе в учебном армейском центре и был распределён в Бронетанковый корпус Шри-Ланки в звании младшего лейтенанта в 1980 году, где началась его военная карьера и участие в гражданской войне. Он был произведён в лейтенанты в 1981 году. Капитаном стал в 1984 году. Майором в 1988 году, а подполковником в 1993 году. В это время он служил солдатским лидером (1980—1983) и адъютантом (1984—1985) в 1-м разведывательном полку бронетанкового корпуса. Не долго побыв штабным офицером в Штабе армии, он был назначен командиром эскадрона 1-го разведывательного полка. С 1990 по 1992 г. он был командиром штаба 9-й бригады в Джафне и был главным инструктором Офицерского учебного центра и 2-го (Тренировочного) центра офицеров штаба учебный центр армии. В 1992 году он был вторым офицером в командовании 3-го разведывательного полка бронетанкового корпуса. В 1993 служил в качестве офицера штаба бронетанковой бригады. В 1994 году он стал командиром 1-го разведывательного полка до июня 1995 года. В июле 1995 — мае 1996 года он был командиром объединённого оперативного штаба (JOH), затем служил в качестве военного секретаря штаба армии.
В 1997 году он становится командиром бронетанковой бригады, а в 1998 году — 563 стрелковой бригады. Был тяжело ранен во время операции Джаясикуру в 1998 году, когда его джип подорвался на мине. После выздоровления был офицером связи в Министерстве обороны до 2002 года и был произведён в бригадиры в 2001 году. В том же году он назначается комендантом Военной академии Шри-Ланки. В декабре 2004 года он был назначен директором по операциям в Штаб армии, а затем повышен до звания генерал-майора когда вступил в должность командира 52 дивизии.
В середине 2007 года он был назначен командующим силами безопасности района Ванни. Он руководил военными операциями в этом регионе, который контролировался ТОТИ. В этом качестве он участвовал в нескольких крупных сражениях, в том числе Битва за Видатталтиву, Битва за Парантхан, Битва за Килиноччи, Третья битва за Элефант Пасс и Битва за Мулайттиву. В это время под его началом было 5 дивизий и 3 целевые группы, что делает его командующим наибольшим оперативным соединением в новейшей военной истории острова. Он был командиром полка Бронетанкового корпуса Шри-Ланки и мехпехоты.
Генерал Джайясурия имеет награды: Вишиста Сева Вибхушанайя (VSV), Уттама Сева Падаккама (USP), Медаль за заслуги вооружённых сил Шри-Ланки, Деша Путра Самманайя, Медаль за операцию Ривиреза, Пурна Бхуми Падаккама и Медаль за Северную и Восточную операции.